# チャプチェ
チャプチェ（雑菜）は春雨、牛肉、野菜等を炒めた韓国・朝鮮料理。

## 概説
柔らかく戻した唐麺（タンミョン）と呼ばれる春雨と、細切りにした牛肉とタケノコ、同じく細切りにしたニンジン、タマネギ、ホウレンソウ等の野菜、シイタケやシメジ、キクラゲ等のキノコ類をゴマ油で炒め合わせ、醤油、食塩、砂糖等で甘辛く味を付ける。隠し味としてコチュジャンを入れる場合もある。
器に盛ってゴマを振りかけ、彩りとして糸状に切った唐辛子等を飾って供する。
雜菜と言う漢字表記の通り、元は野菜だけの炒め物であったとされるが、後に春雨を使うことが一般化された。また韓国の春雨はさつまいものでんぷん(唐芋澱粉)から作られており、日本で一般的に市販されている春雨に比べるとかなり太い。
日本の韓国料理店では惣菜のような扱いをされており、韓国でも料理の付け合せや韓定食の一皿として出される事が多いが、御祝いの席や多くの客を招く際などに作られる伝統的な前菜で、宴席料理でもある。
また、チャプチェを御飯の上に盛ったものを「チャプチェパプ」（朝: 잡채밥、雜菜飯）と言い、大衆食堂や中華料理店の定番メニューである。
チャプチェは一度に大量に作ることができ、作り置きがしやすく、基本のレシピにこだわらず冷蔵庫にある野菜や肉で自由にアレンジできるため、韓国では日常的な家庭料理としても作られる。

## 歴史
チャプチェという名称の料理は17世紀には存在していたが、現在のものとは少し異なっている。
当時、慶尚道の両班の夫人だった貞夫人安東張氏（1598年　- 1680年）が記した料理書『飲食知味方』には「雑菜」として以下のようにレシピが記載されている（一部、文章整理）。

また、同時代の朝鮮王・光海君が王宮で宴会を開いた際に、臣下の李沖がこの料理を王に献じ、韓老純は山蔘（野生種の朝鮮人参）を献上した。王はいたく感激し、この李沖に戸曹判書（ホジョパンソ、今で言う財務長官）、韓老純には右議政の地位を与えた。世間はこの一件を「山参閣老人を互いに羨み、雑菜尚書の勢力にかなう人はいない」と噂したという。
この時代のチャプチェは切った野菜と茸とタケノコを材料とするものであったが、20世紀になってから中華料理の影響で春雨も使うようになった。
現代の韓国ではチャプチェは一般的な家庭料理だが、宮廷料理として発展した経緯があるため、見た目が華やかで縁起が良いとされ、誕生日や祭礼、結婚式などでも登場する。

## 画像

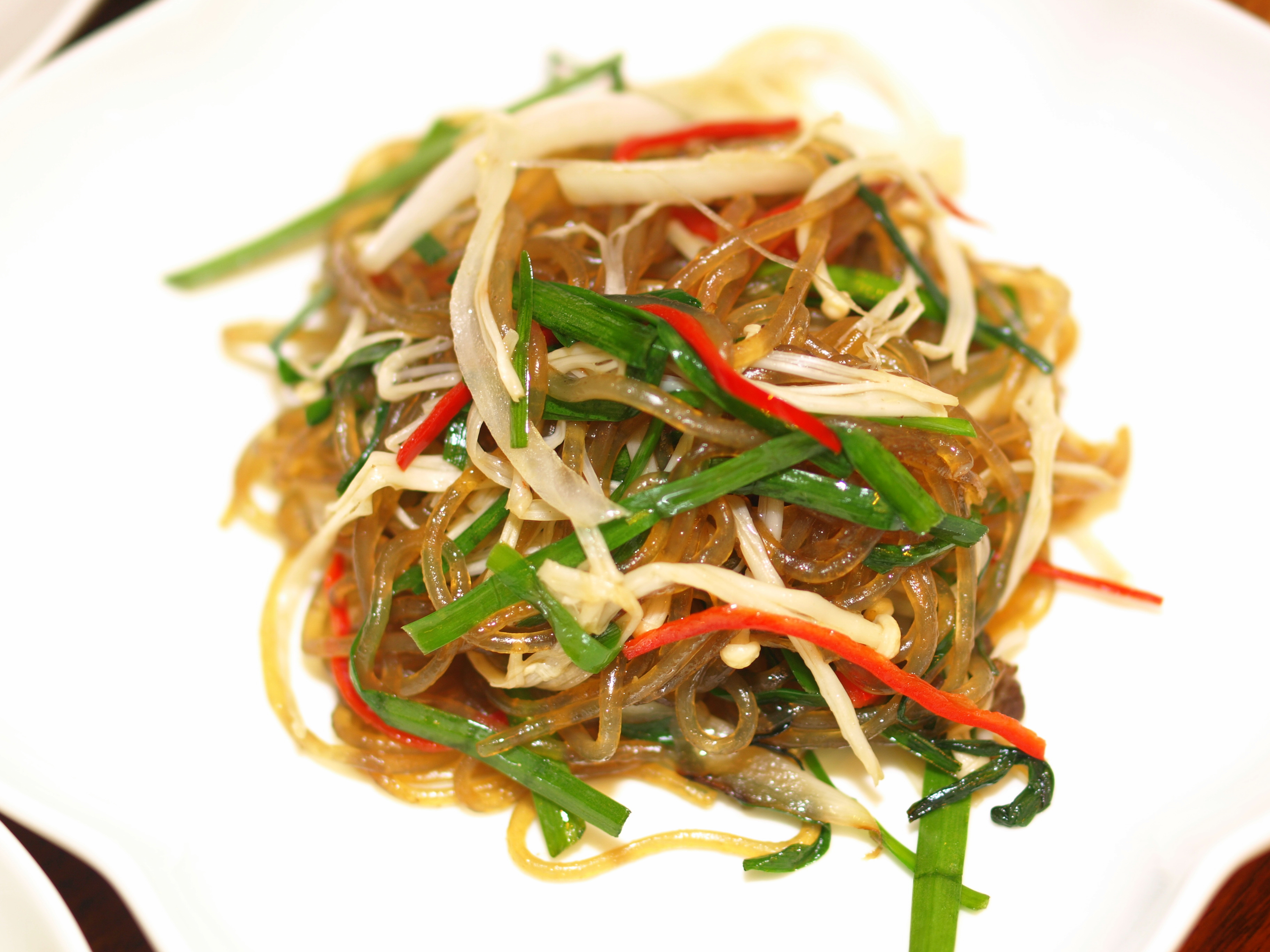
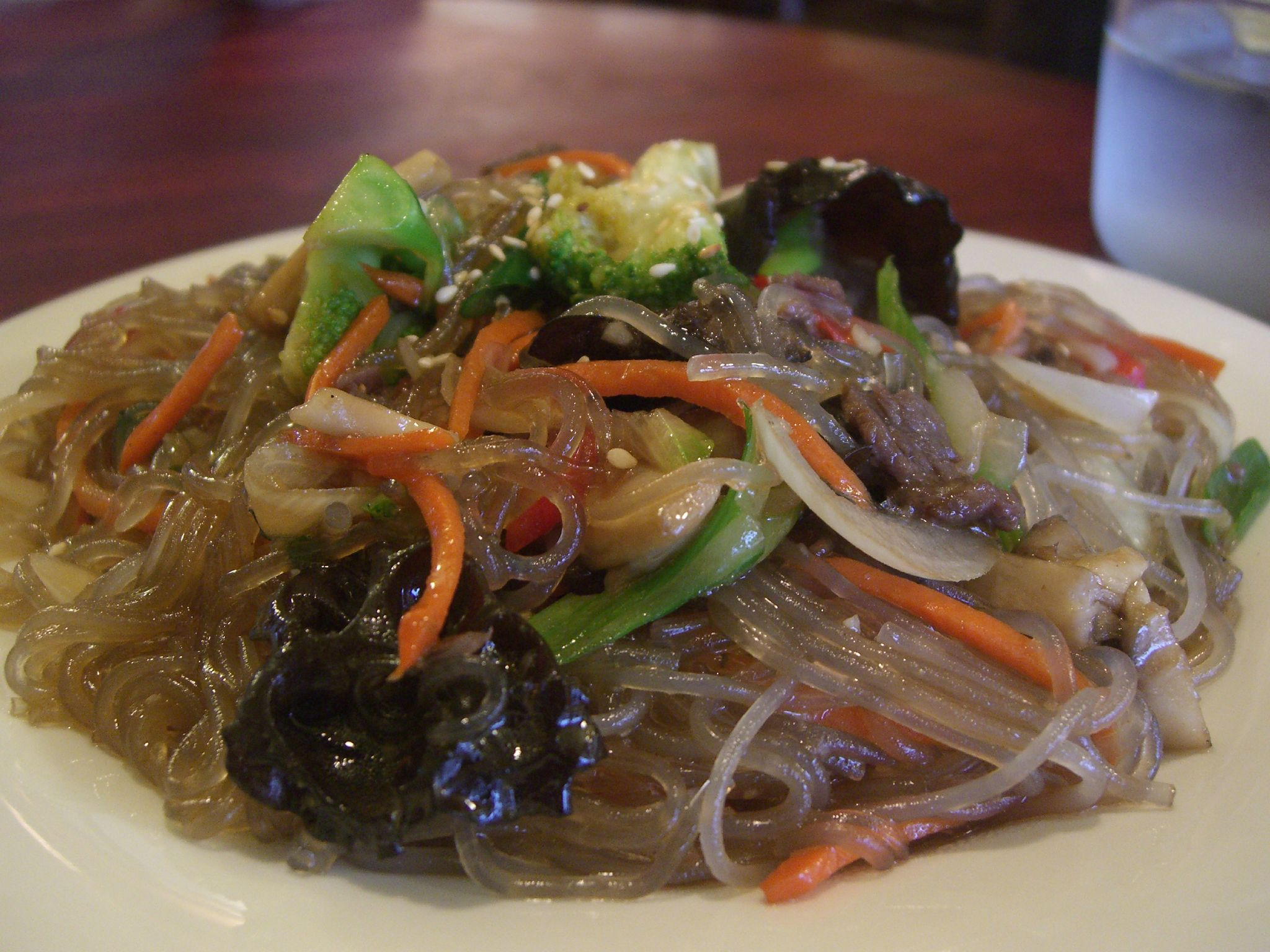
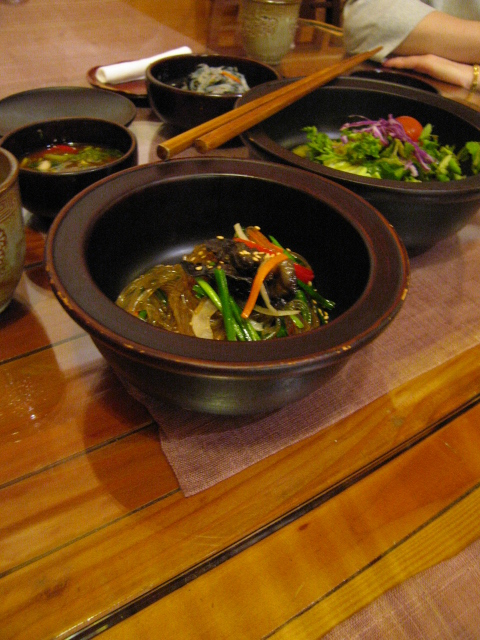
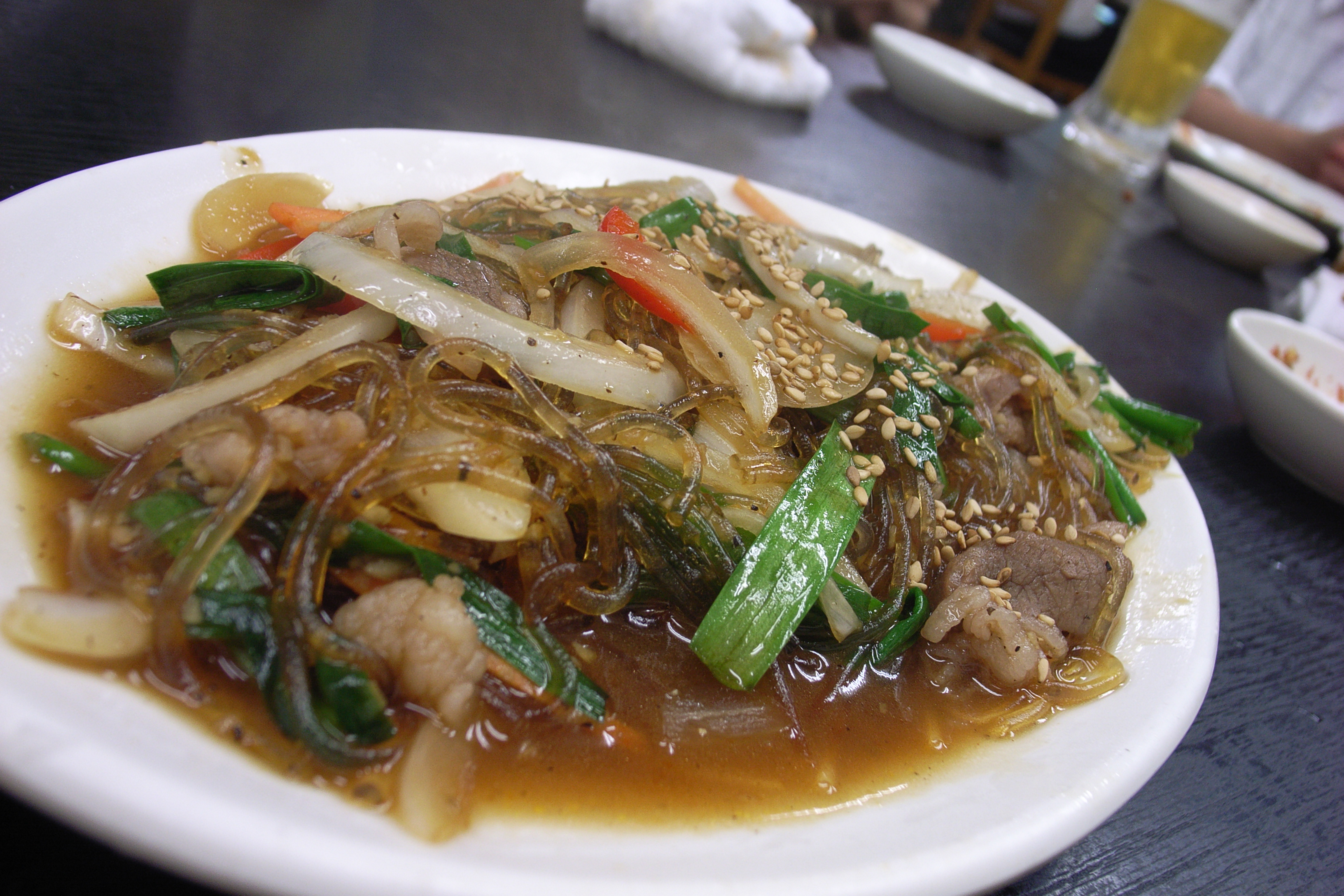
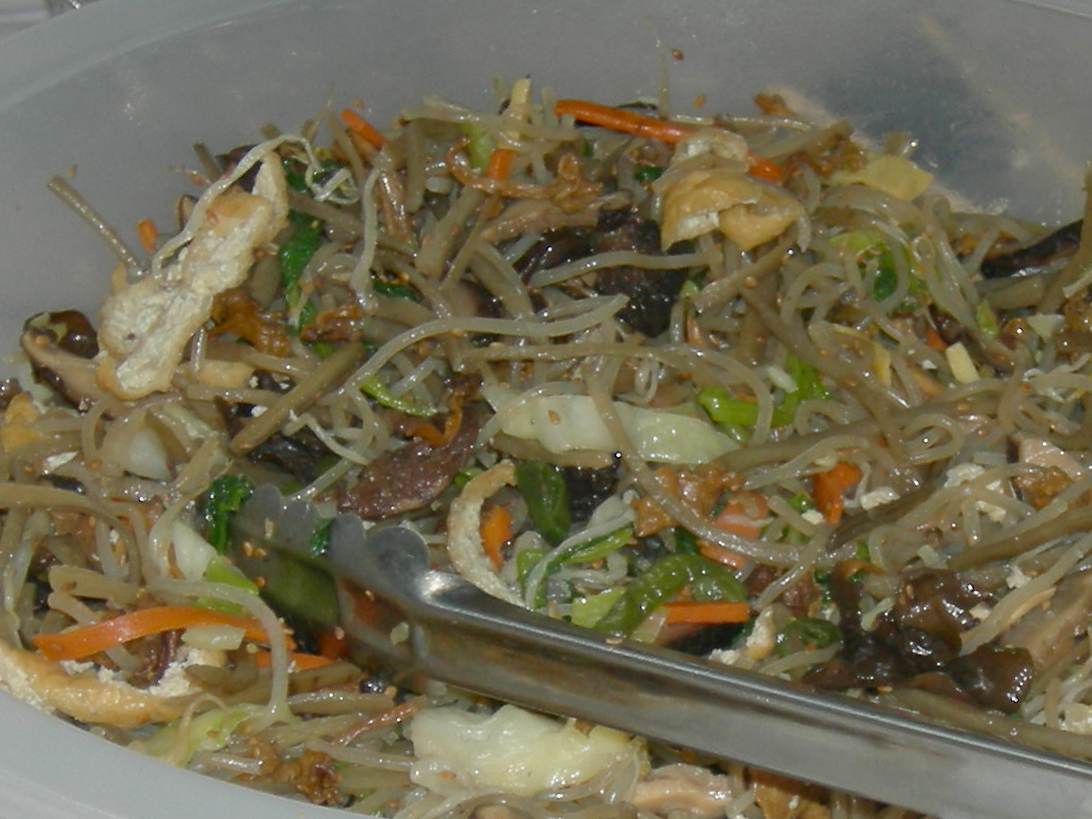
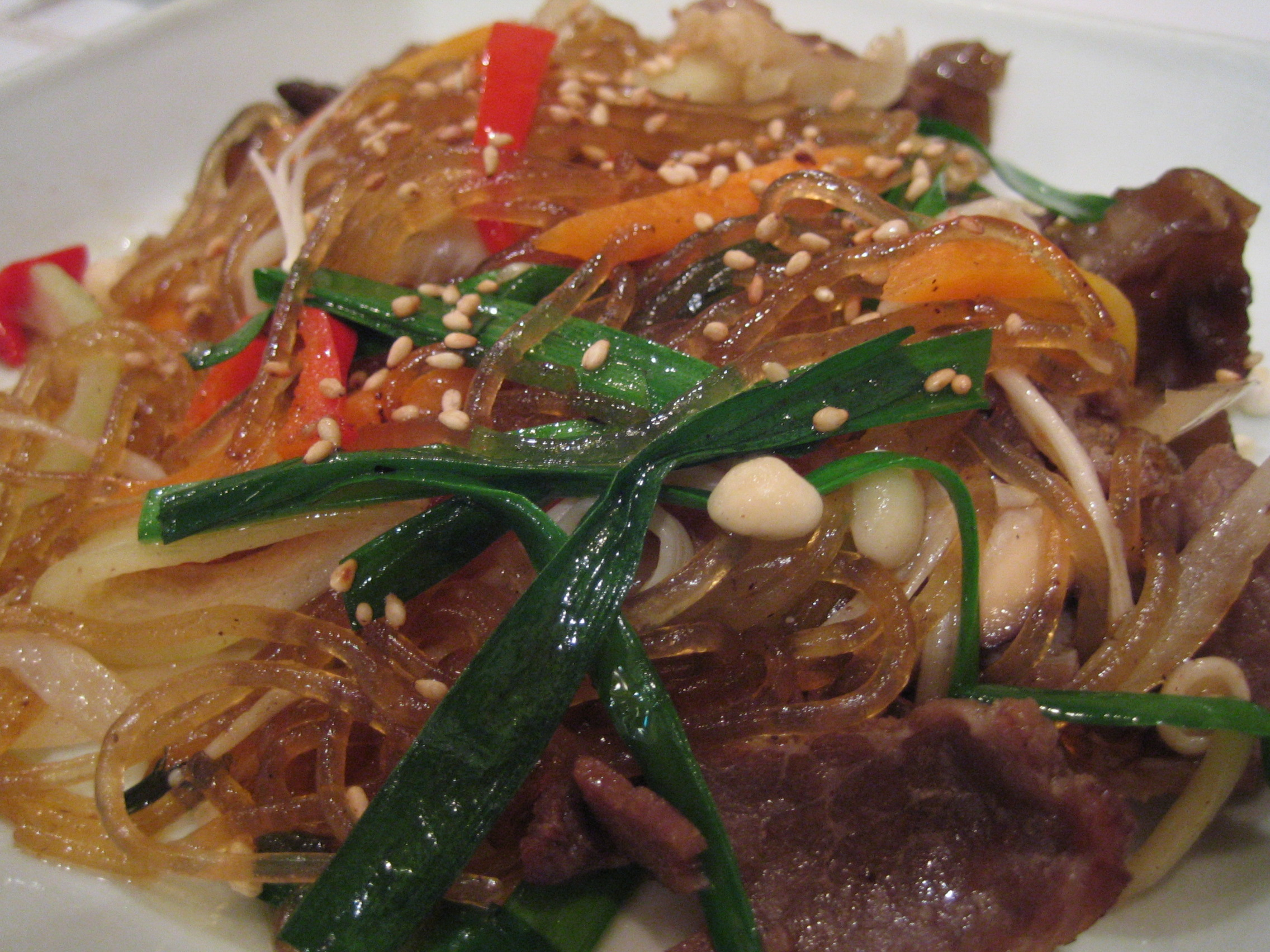
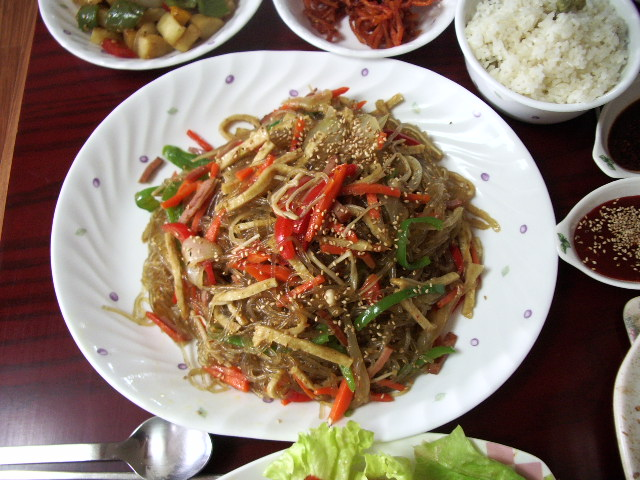
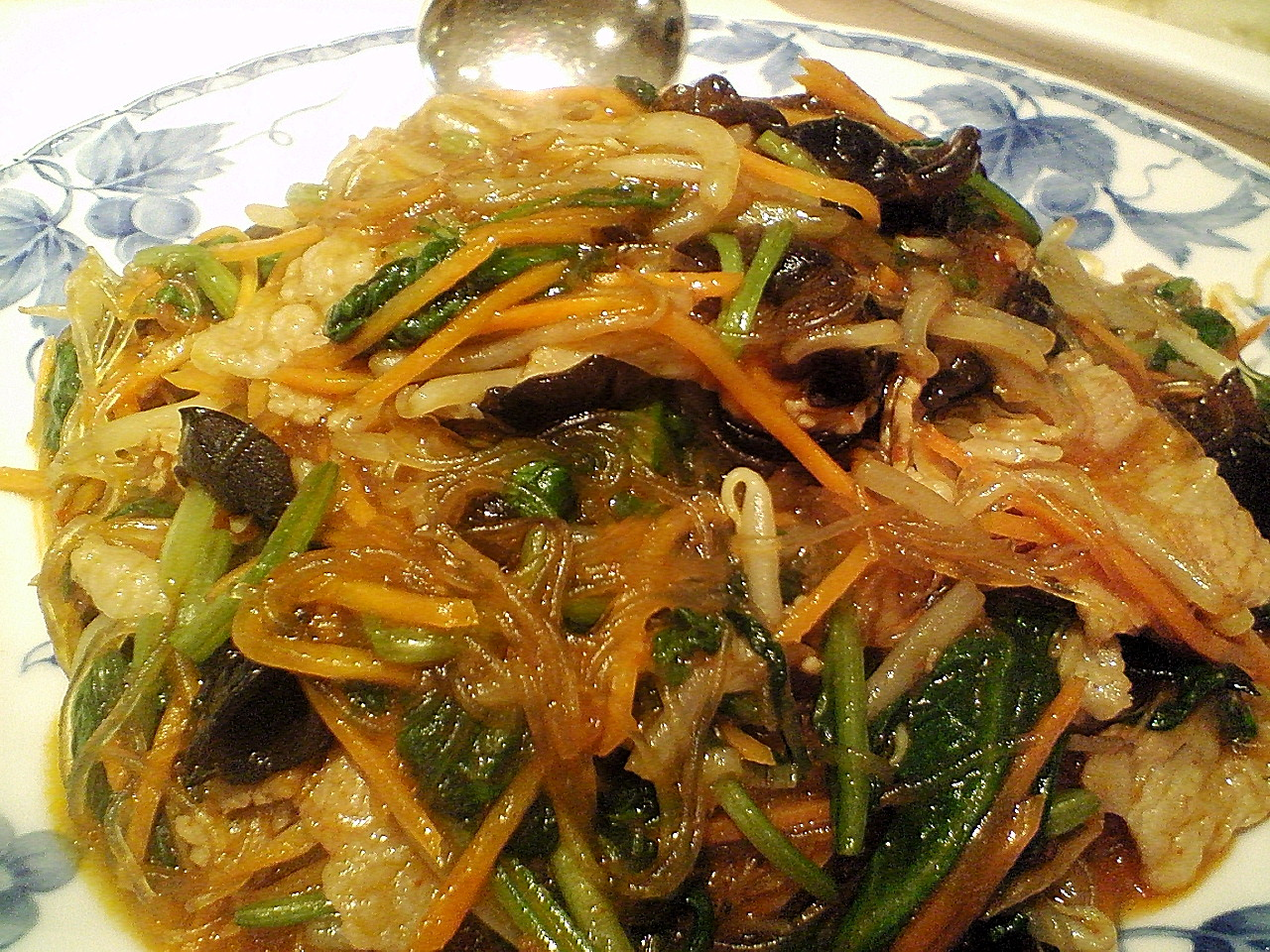